# Iman Jamali
Iman Jamali, właśc. Moorchegani Iman Jamali (ur. 11 października 1991 w Isfahanie) – węgierski piłkarz ręczny pochodzący Iranu, lewy rozgrywający, zawodnik węgierskiego Veszprém. Reprezentant Iranu i Węgier, uczestnik mistrzostw świata, mistrzostw Europy i mistrzostw Azji.

## Kariera sportowa
W latach 2012–2015 był zawodnikiem Veszprém, z którym zdobył trzy mistrzostwa Węgier, trzy Puchary Węgier, a w sezonie 2014/2015 zwyciężył w Lidze SEHA. W lidze węgierskiej rozegrał w ciągu trzech sezonów 58 meczów, w których rzucił 201 bramek, zaś w Lidze Mistrzów wystąpił 33 razy i zdobył 79 goli. Później przez rok przebywał na wypożyczeniu w IFK Kristianstad. W sezonie 2015/2016, w którym rozegrał 29 meczów i rzucił 99 bramek, zdobył mistrzostwo Szwecji. Ponadto był najskuteczniejszym zawodnikiem swojego zespołu w Lidze Mistrzów – w 14 spotkaniach rzucił 74 gole.
W sezonie 2016/2017 występował na wypożyczeniu w Mieszkowie Brześć, z którym zdobył mistrzostwo Białorusi i Puchar Białorusi, a w Lidze Mistrzów rozegrał 14 meczów i rzucił 45 bramek. W 2017 powrócił do Veszprém. W sezonie 2017/2018 rozegrał w lidze węgierskiej 23 spotkania i zdobył 77 goli, a ponadto wystąpił w ośmiu spotkaniach Ligi Mistrzów, w których rzucił dwie bramki.
W 2009 wraz z kadrą Iranu U-19 uczestniczył w mistrzostwach świata U-19 w Tunezji. Dwukrotnie wystąpił również w mistrzostwach świata U-21: w 2009 w Egipcie i w 2011 w Grecji. Podczas tych drugich mistrzostw w dziewięciu meczach zdobył 80 bramek i zajął 2. miejsce w klasyfikacji najlepszych strzelców turnieju. W 2012 wraz z reprezentacją Iranu seniorów wziął udział w mistrzostwach Azji w Arabii Saudyjskiej, podczas których zagrał w pięciu meczach i rzucił 31 goli.
W październiku 2014 otrzymał węgierskie obywatelstwo. W reprezentacji Węgier zadebiutował 7 listopada 2015 w wygranym meczu z Białorusią (32:20). W 2016 wziął udział w mistrzostwach Europy w Polsce, w których rozegrał sześć spotkań i zdobył 18 goli. W 2017 uczestniczył w mistrzostwach świata we Francji, podczas których wystąpił w siedmiu meczach i rzucił 19 bramek. W 2018 brał udział w mistrzostwach Europy w Chorwacji (dwa mecze i cztery gole), natomiast w 2019 w mistrzostwach świata w Danii i Niemczech (cztery spotkania i 10 bramek).

## Sukcesy
Veszprém
- Liga SEHA: 2014/2015
- Mistrzostwo Węgier: 2012/2013, 2013/2014, 2014/2015
- Puchar Węgier: 2012/2013, 2013/2014, 2014/2015, 2017/2018

IFK Kristianstad
- Mistrzostwo Szwecji: 2015/2016

Mieszkow Brześć
- Mistrzostwo Białorusi: 2016/2017
- Puchar Białorusi: 2016/2017

Indywidualne
- 2. miejsce w klasyfikacji najlepszych strzelców mistrzostw świata U-21: 2011 (80 bramek; Iran U-21)[6]